# توفند میلتون
توفند میلتون (به انگلیسی: Hurricane Milton) یک چرخند حاره‌ای قدرتمند است که کمتر از دو هفته پس از آنکه توفند هلن منطقه بیگ‌بند ایالت فلوریدا در ایالات متحده را ویران کرد، به این ایالت رسید. این طوفان دومین توفند رده ۵ در تاریخ آمریکا نام گرفت. در فصل توفند ۲۰۲۴ اقیانوس اطلس، میلتون از یک آشفتگی استوایی طولانی مدت که در غرب دریای کارائیب سرچشمه گرفته بود و در خلیج کامپچه تثبیت شده بود، شکل گرفت. طوفان پس از تحت تشدید انفجاری قرار گرفت و در ۷ اکتبر در حالی که هنوز بر فراز خلیج مکزیک بود، به یک توفند رده ۵ تبدیل شد. در اوج شدت این طوفان، پنجمین در فهرست شدیدترین طوفان‌های بود که در اقیانوس اطلس در تاریخ ثبت شده است، و همچنین قدرتمندترین طوفان استوایی در سراسر جهان در سال ۲۰۲۴ است.
پیش از رسیدن طوفان به ایالت فلوریدا، این ایالت وضعیت اضطراری اعلام کرد که در آن به بسیاری از ساکنان ساحل دستور تخلیه فوری داده شد. این اتفاقات و اعلام وضعیت اضطراری در شبه جزیره یوکاتان مکزیک نیز انجام شد. تا ۹ اکتبر، میلتون حداقل ۶ نفر را کشته بود. این طوفان همچنین باعث ایجاد چندین گردباد در فلوریدا شد.

## تاریخچه هواشناسی
| رده توفند | متر بر ثانیه | گره     | مایل بر ساعت | کیلومتر بر ساعت |
| --------- | ------------ | ------- | ------------ | --------------- |
| ۵         | ≥ ۷۰         | ≥ ۱۳۷   | ≥ ۱۵۷        | ≥ ۲۵۲           |
| ۴         | ۷۰–۵۷        | ۱۳۶–۱۱۳ | ۱۵۶–۱۳۰      | ۲۵۱–۲۰۹         |
| ۳         | ۵۸–۵۰        | ۱۱۲–۹۶  | ۱۲۹–۱۱۱      | ۲۰۸–۱۷۸         |
| ۲         | ۴۹–۴۳        | ۹۵–۸۳   | ۱۱۰–۹۶       | ۱۷۷–۱۵۴         |
| ۱         | ۴۲–۳۳        | ۶۴۸۲–۶۴ | ۹۵–۷۴        | ۱۵۳–۱۱۹         |
| TS        | ۳۲–۱۸        | ۶۳–۳۴   | ۷۳–۳۹        | ۱۱۸–۶۳          |
| TD        | ≤ ۱۷         | ≤ ۳۳    | ≤ ۳۸         | ≤ ۶۲            |

مرکز ملی توفند (NHC) برای اولین بار در ۲۶ سپتامبر منطقه ای را برای شروع احتمالی طوفان‌های استوایی در غرب دریای کارائیب مشخص کرد.

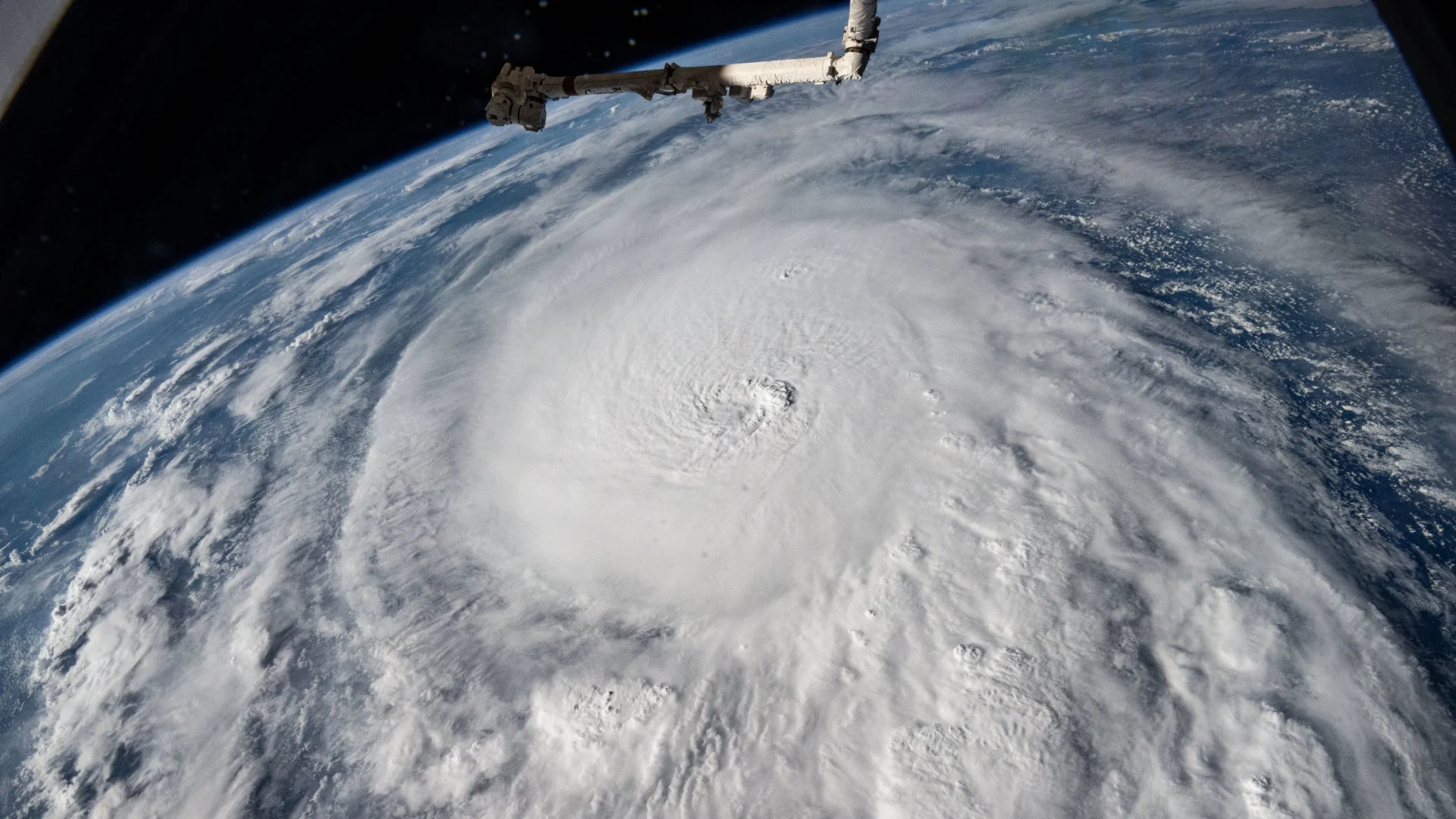
عکس ماهواره ای از ایستگاه فضایی بین‌المللی طوفان میلتون را به عنوان یک طوفان رده ۵ در خلیج مکزیک در تاریخ ۸ اکتبر ۲۰۲۴

در بعدازظهر ۶ اکتبر، متخصصان طوفان دریافتند که میلتون به یک طوفان با یک ویژگی چشم متناوب تبدیل شده است.

طوفان میلتون در رادار

## آماده‌سازی پیش از رسیدن طوفان

### مکزیک
در ۶ اکتبر، دولت مکزیک برای سواحل شمالی شبه جزیره یوکاتان"از سلستون تا کانکون" یک وضعیت اضطراری طوفان استوایی صادر کرد. مارا لزاما "فرماندار کوئینتانا" را گزارش داد که حدود ۲۷۱۱ نفر داوطلبانه از "جزیره هولباکس" خارج شدند. کمیسیون فدرال برق (CFE) صدها کارگر را بسیج کرد و صدها قطعه موردنیاز را به شبه جزیره یوکاتان و برای توفند میلتون ارسال کرد. دبیرخانه نیروی دریایی اعلام کرد که نیروی دریایی مکزیک نیز برای توزیع منابع در اطراف مناطق آسیب دیده آماده خواهد شد. همچنین تمامی خدمات در ترن مایا به حالت تعلیق درآمد.
تمامی خدمات غیرضروری دولتی، از جمله حمل‌ونقل عمومی، در بخش‌هایی از یوکاتان به حالت تعلیق درآمد با تشدید طوفان میلتون در ۷ اکتبر فرماندار خواکین دیاز منا دستور تعطیلی همه مدارس و بندرها در یوکاتان را صادر کرد.

## ایالات متحده

### فلوریدا

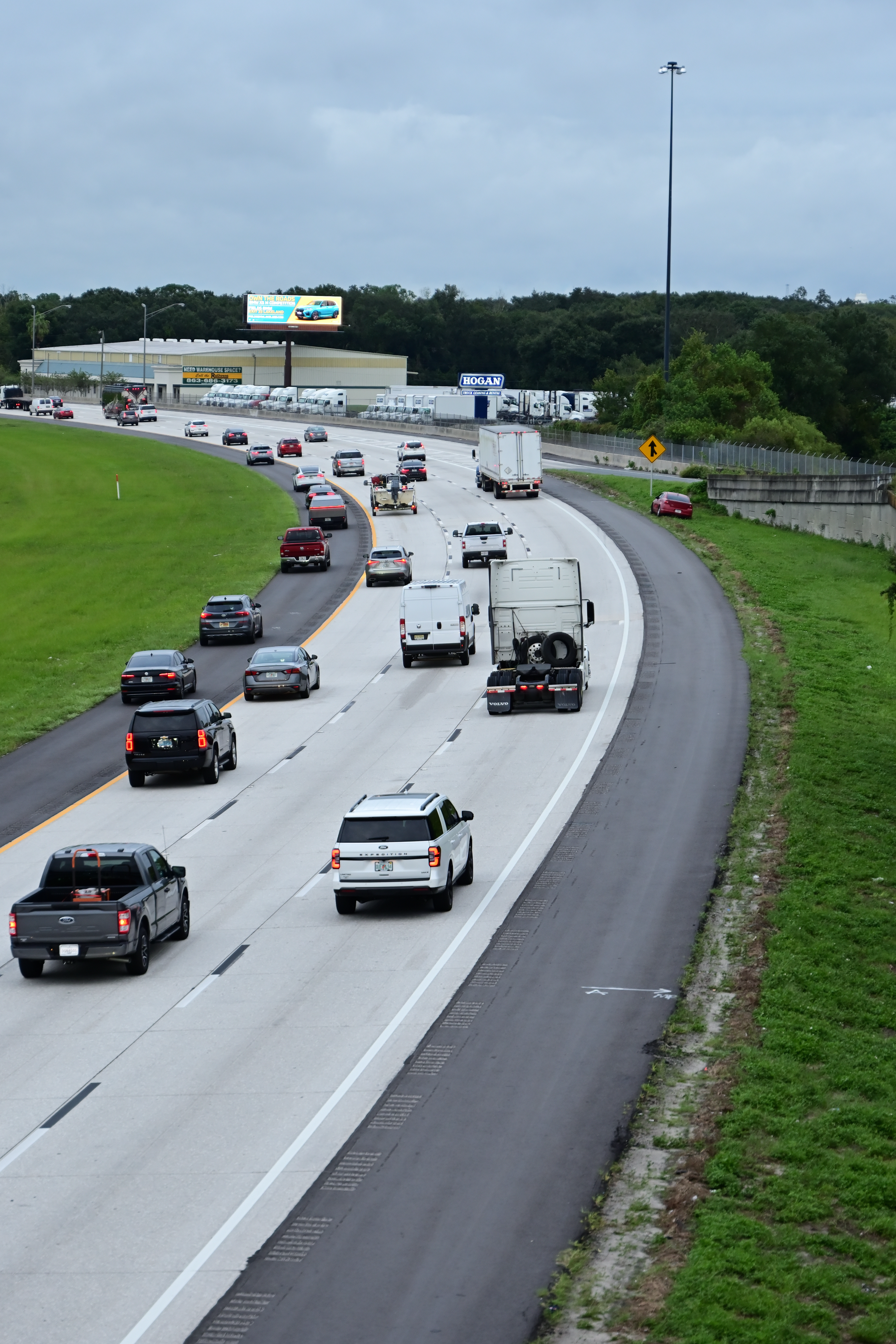
استفاده از لاین اضطراری (فقط شانه چپ) در ۴ جاده بین ایالتی به لیکلند، فلوریدا در ۷ اکتبر

در ۵ اکتبر، ران دیسانتیس، فرماندار فلوریدا وضعیت فوق‌العاده اعلام کرد. او همچنین دستوری اجرایی صادر کرد که در آن مکان‌های مدیریت زباله و محل‌های دفن زباله در شهرستان‌های متأثر از طوفان را ملزم می‌کرد تا شبانه‌روز باز بمانند تا به حذف زباله‌ها قبل از رسیدن طوفان میلتون به آنجا کمک کنند. این دستور همچنین تعداد نیروهای گارد ملی فلوریدا را از ۸۰۰ به ۴۰۰۰ نفر افزایش داد تا آوارها در بادهای شدید طوفان میلتون به خطری تبدیل نشوند. کامیون‌های کمپرسی برای کمک به حذف تپه‌های زباله مستقر شدند. سایت (مراکز ساخت و فروش)های جدیدی برای ساخت و فروش کیسه شن در سراسر ایالت افتتاح شد.

### ایالت جورجیا
بعد از ایالت فلوریدا در سواحل جورجیا نیز تحت هشدار طوفان استوایی قرار گرفت.
در ۷ اکتبر، پیست اتومبیلرانی موتور اسپید وی آتلانتا با همکاری آژانس مدیریت اضطراری کانتی هنری، پیست خود را با کمپینگ‌های پاپ آپ و چادرهایی با دسترسی به حمام و نیازهای تکمیلی برای تخلیه‌کنندگان باز کرد که شامل افرادی که از ایالت فلوریدا به آنجا آمده بودن نیز می‌شد. همچنین تعداد محدودی فضاهای کمپینگ با اتصالات آب، برق و فاضلاب نیز در دسترس بود.
در ۸ اکتبر، برایان کمپ، فرماندار ایالت جورجیا، فرمان اجرایی را برای اعلام وضعیت اضطراری در ۴۰ شهرستان را اعلام کرد و به مدیریت اضطراری جورجیا و آژانس امنیت ملی دستور داد تا در طرح عملیات اضطراری جورجیا و اداره حمل و نقل جورجیا و اداره ایمنی عمومی این ایالت را فعال کنند.
این دستور همچنین از ۲۵۰ سرباز گارد ملی جورجیا برای استفاده در آماده‌سازی و کمک در پاسخگویی دعوت کرد.
ساحل ملی جزیره کامبرلند در ۸ اکتبر به‌طور نامشخصی بسته شد.

### باهاما
یک هشدار طوفان استوایی برای جزایر اکستریم شمال غربی باهاما در ۸ اکتبر صادر شد که شش ساعت بعد به هشدار طوفان استوایی ارتقا یافت. گرند باهاما مرکز عملیات‌های اضطراری خود را فعال کرد. نیروی دفاعی سلطنتی باهاما با تدارکات آماده شده برای طوفان میلتون به حالت آماده باش درآمد. مدارس حضوری در گرند باهاما، بیمینی، جزایر آباکو و گرند کی تعطیل شدند. اداره آموزش مرکزی انگلیکن دو مجموعه تدریسی را تعطیل کرد. به دانش آموزان باهامایی در فلوریدا دستور تخلیه داده شد. باهاماسیر دو پرواز در ۷ و ۸ اکتبر به اورلاندو انجام داد. دفاتر باهاما پاور و لایت در جزایر شمالی در ۹ اکتبر بسته شدند. بانک‌های گرند باهاما و آباکو در ۱۰ اکتبر بسته شدند.
افزایش زیادی در فروش لوازم مربوط به طوفان رخ داد.

## تأثیرات

### مکزیک
بارش شدید باران از میلتون باعث جاری شدن سیل در شهر کامپچه شد. طوفان خطرناک و بارندگی سیل آسا ایالت یوکاتان را تحت تأثیر قرار داد و دیواره دریا در Progreso توسط امواج بلند غرق شد. بیش از ۱۲۰۰۰ نفر در این ایالت از قطع برق آسیب دیده‌اند. سیل ناشی از موج طوفان منجر به تخلیه در طول طوفان در سلستون شد. امواج شدید باعث شد بخش‌هایی از بزرگراه فدرال سیوداد دل کارمن-ایسلا آگوادا توسط آب‌های دریا غرق شود. مردی در کالکینی به دلیل امواج ناشی از طوفان غرق شد. بادهای شدید میلتون باعث فروریختن یک خانه قدیمی در پروگرسو شد و بادهای شدید و بارندگی در چوبورنا تقریباً یک خانه را ویران کرد.

## یادداشت ها
1. ↑  یازده مستقیم و سه غیر مستقیم